# Pallacanestro Femminile Schio 2004-2005
Questa voce raccoglie le informazioni riguardanti la Famila Schio nelle competizioni ufficiali della stagione 2004-2005.

## Stagione
La stagione 2004-2005 è stata la tredicesima consecutiva che la squadra scledense ha disputato in Serie A1.
Il 19 maggio 2005 conquista il suo primo scudetto, battendo Faenza nella serie play-off per 3-0.

## Verdetti stagionali
- Serie A1: (37 partite)

stagione regolare: 2º posto su 16 squadre (24-6);
play-off: finale vinta contro Faenza (3-0).
- Coppa Italia: (2 partite)

finale vinta contro Napoli Vomero (63-51).
- Supercoppa italiana: (1 partita)

finale persa contro Comense (58-62).

## Roster
|    | Naz.                   | Ruolo | Sportivo                | Anno | Alt. |  |  |
| -- | ---------------------- | ----- | ----------------------- | ---- | ---- |  |  |
| 4  | Italia (bandiera)      | P     | Chiara Consolini        | 1988 | 182  |  |  |
| 5  | Italia (bandiera)      | P     | Elisabetta Moro         | 1975 | 170  |  |  |
| 6  | Italia (bandiera)      | A     | Erica Caracciolo        | 1986 | 180  |  |  |
| 7  | Stati Uniti (bandiera) | C     | Bethany Donaphin        | 1980 | 190  |  |  |
| 8  | Italia (bandiera)      | G     | Anna Pozzan             | 1975 | 175  |  |  |
| 9  | Italia (bandiera)      | P     | Nicoletta Caselin       | 1973 | 177  |  |  |
| 10 | Australia (bandiera)   | A     | Penny Taylor            | 1981 | 185  |  |  |
| 11 | Italia (bandiera)      | A     | Raffaella Masciadri     | 1980 | 185  |  |  |
| 12 | Italia (bandiera)      | C     | Marta Rezoagli          | 1973 | 187  |  |  |
| 13 | Brasile (bandiera)     | C     | Cíntia Silva dos Santos | 1975 | 195  |  |  |
| 14 | Italia (bandiera)      | C     | Lorenza Arnetoli        | 1974 | 194  |  |  |
| 15 | Italia (bandiera)      | G     | Michela Marcato         | 1987 | 180  |  |  |
| 16 | Italia (bandiera)      | G     | Michela Vedovato        | 1989 | 175  |  |  |